# شهرستان لو سوئور (مینه‌سوتا)
شهرستان ل سوئر، مینه‌سوتا (به انگلیسی: Le Sueur County, Minnesota) شهرستانی در ایالات متحده آمریکا است که در مینه‌سوتا واقع شده‌است.